# Shamley Green
Shamley Green är en liten by i Surrey i England. Byn har 1 500 invånare, och nästa större ort är Guildford. 
Här föddes den brittiske entreprenören och miljardären Richard Branson.